# João Pereira Venâncio
João Pereira Venâncio (Monde Rodondo, 8 febbraio 1904 – Leiria, 2 agosto 1985) è stato un vescovo cattolico portoghese, vescovo di Leiria dal 1958 al 1972, nonché superiore dei Canonici regolari della Santa Croce dal 1980 alla sua morte.

## Biografia

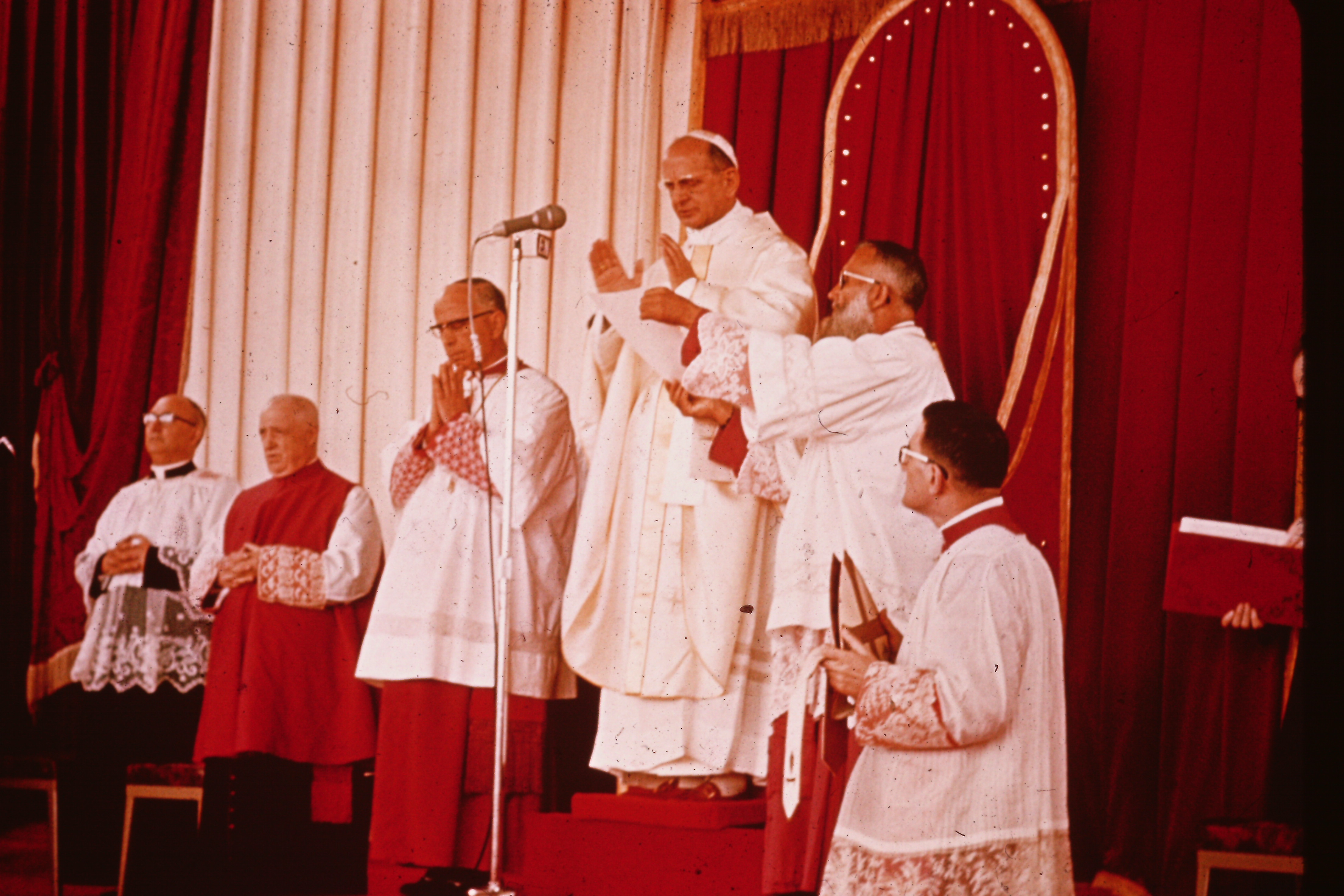
Monsignor Venâncio (a sinistra) con papa Paolo VI durante il pellegrinaggio del pontefice al santuario di Fatima nel 1967.

Fu ordinato sacerdote il 21 dicembre 1929 e prese servizio nella diocesi di Leiria.
Il 30 settembre 1954 fu nominato vescovo ausiliare di Leiria, con il titolo di Eurea di Epiro. Fu ordinato vescovo l'8 dicembre 1954 successivo da José Alves Correia da Silva, allora vescovo di Leiria, con i vescovi António de Campos e Manuel Dos Santos Rocha come coconsacranti.
Il 4 dicembre 1957 Josè Alves Correia da Silva morì e il 13 settembre 1958 fu nominato quale suo successore nella guida della diocesi. Durante i lavori del Concilio Vaticano II (1962-1965) partecipò a tutte e quattro le sessioni conciliari. Il 1º luglio 1972, a 68 anni, rassegnò le dimissioni che furono accettate da papa Paolo VI.
Negli anni settanta fondò l'Unione Sacerdotale dell'Opera dei Santi Angeli (Opus Angelorum) con sede a Fatima. Nel 1979, dopo che papa Giovanni Paolo II restaurò i Canonici regolari della Santa Croce, pronunciò i voti solenni ed entrò a far parte dell'istituto religioso. Nel novembre del 1980 fu nominato superiore generale dei Fratelli della Croce.
Morì a Leiria il 2 agosto 1985.

## Genealogia episcopale
La genealogia episcopale è:
- Cardinale Scipione Rebiba
- Cardinale Giulio Antonio Santori
- Cardinale Girolamo Bernerio, O.P.
- Arcivescovo Galeazzo Sanvitale
- Cardinale Ludovico Ludovisi
- Cardinale Luigi Caetani
- Cardinale Ulderico Carpegna
- Cardinale Paluzzo Paluzzi Altieri degli Albertoni
- Papa Benedetto XIII
- Papa Benedetto XIV
- Cardinale Enrico Enriquez
- Arcivescovo Manuel Quintano Bonifaz
- Cardinale Buenaventura Córdoba Espinosa de la Cerda
- Cardinale Giuseppe Maria Doria Pamphilj
- Papa Pio VIII
- Papa Pio IX
- Cardinale Alessandro Franchi
- Cardinale Gaetano Aloisi Masella
- Cardinale José Sebastião d'Almeida Neto, O.F.M.Disc.
- Vescovo António José de Souza Barroso
- Vescovo António Barbosa Leão
- Vescovo José Alves Correia da Silva